# Aha (Baden-Württemberg)
Aha is een plaats in de Duitse deelstaat Baden-Württemberg. Het dorp is gelegen aan de Schluchsee en populair bij kitesurfers en andere watersporters. Toerisme is de voornaamste bron van werkgelegenheid. Aha bestaat uit vier wijken:
- Unter-Aha
- Vorder-Aha
- Ober-Aha
- Aha-Aeule

De meeste hotels en zeilscholen bevinden zich in Vorder-Aha, de andere wijken hebben een residentieel karakter.

## Verkeer en vervoer
Aha heeft een station aan de Dreiseenbahn, en daarnaast is er een busverbinding met Titisee.